# Brent Everett
Brent Everett (ur. 10 lutego 1984 w Moose Jaw) – kanadyjski aktor i reżyser porno gejowskiego.

## Życiorys

### Wczesne lata
Urodził się Moose Jaw w Saskatchewan. Był wychowany w wierze rzymskokatolickiej. Pochodzi z wielodzietnej rodziny. Jego ojciec ma trzech braci i trzy siostry, zaś matka ma cztery siostry. Jego rodzice zamieszkali na wyspach Turks i Caicos.

### Kariera w branży porno

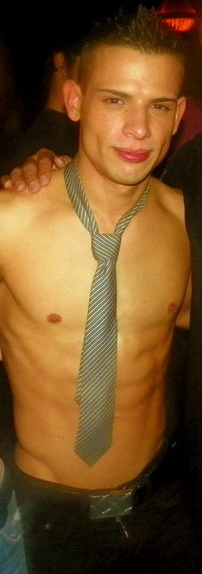
Brent Everett (2011)

W wieku 18 lat po raz pierwszy wziął udział w scenie porno ze swoim chłopakiem, Chase’em McKenzie’em. Wtedy przybrał pseudonim Brent Everett, którego pochodzenie tłumaczył słowami: Imię wybrałem z myślą o chłopaku, którego nienawidziłem w liceum, ale skrycie się w nim kochałem. Pomysł na nazwisko przyszedł podczas podróży samochodem przez miasto Everett w Waszyngtonie. Oprócz tego, Mount Everest to najwyższa góra na świecie, a zwrot «ever» oznacza niekończący się, wieczny. Pomyślałem, że «Everett» to idealne nazwisko dla mnie.
Jako fotomodel pozował dla magazynów, takich jak „XXX Showcase” (Vol. 11 nr 12), „Freshmen” (wrzesień 2003), „Playguy” (listopad 2003, luty 2004, kwiecień 2004, lipiec/sierpień 2005 i listopad 2005), „Inches” (lipiec 2005), „Men” (wrzesień 2005), „Mandate” (czerwiec 2006) i „PREF mag” (2007). Jako aktor głównie aktywny, wystąpił w produkcjach pornograficznych Falcon Studios, Chi Chi LaRue i Studio 2000.
Jego sława zaczęła się w 2004, gdy wraz z Brentem Corriganem wystąpił w kontrowersyjnym filmie studia Cobra Video Schoolboy Crush, w którym, jak się potem okazało, Brent Corrigan pojawił się, gdy był jeszcze nieletni.
W 2005 założył własną agencję produkcyjną Triple X Studios i uruchomił witrynę internetową. Rok później wydał swój pierwszy film pt. Wantin’ More (2006), który nie był jednak dostępny w sprzedaży na DVD.

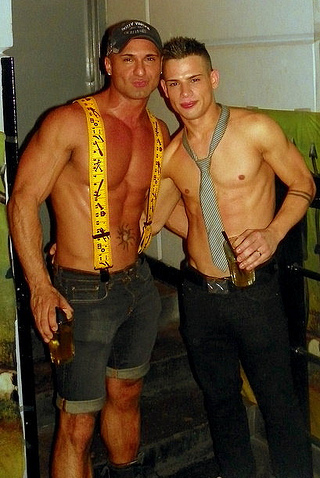
Steve Peña i Brent Everett (2011)

W 2006 podpisał kontrakt z Channel 1 na trzy filmy dla dorosłych w reżyserii Chi Chi LaRue: Sized Up, Starting Young i 2nd Inning: Little Big League 2.
W latach 2007–2008 był umieszczany w rankingach najlepszych aktorów gejowskich filmów pornograficznych przez serwisy PornConfidential i JasonCurious.com. W 2009 wygrał internetową nagrodę Cybersocket w kategorii „Najlepszy show XXX” (ang. Best XXX Show).
W 2010 został modelem agencji pornograficznej CR1.com i pojawił się na kilku płytach DVD, a także otrzymał Cybersocket Web Award 2010 w kategorii „Najlepsza amatorska transmisja przez kamerę internetową” (ang. Best Amateur Webcam).
W 2011 uzyskał dwie nagrody Grabby w kategoriach: „Najlepszy wykonawca” ex aequo z Samuelem Coltem i „Najlepszy aktor” w filmie Grand Slam (2010), a film Fuck U (2010) z jego udziałem zdobył Cybersocket Web Award w kategorii „Film roku”.
W kwietniu 2011 zwyciężył w rankingu „Najlepsze aktorki i aktorzy porno” (Mejores actores y actrices porno), ogłoszonym przez hiszpański portal 20minutos.es.
W 2012 zdobył Cybersocket Web Award za wygraną w kategorii „Najlepszy aktor pornograficzny”.
W 2014 został uznany za najlepszą międzynarodową gwiazdę filmową dla dorosłych w konkursie Prowler Porn Awards, największej w Europie gejowskiej ceremonii rozdania nagród dla dorosłych. W lutym 2017 zwyciężył w plebiscycie 20minutos.es „Najlepszy najbardziej utalentowany aktor gejowskich filmów porno” (Mejor actor porno gay más dotado).

### Działalność poza przemysłem porno
Wziął udział w kampanii NOH8. Wystąpił w teledysku Killian Wells do piosenki „STRFKR” (2012) z Michaelem Serrato, a także w filmie dokumentalnym Charliego Davida Jestem gwiazdą porno (I’m a Porn Star, 2013) z Rafaelem Alencarem, Chi Chi LaRue, Seanem Paulem Lockhartem i Johnnym Rapidem oraz serialu dokumentalnym Border2Border Entertainment Jestem striptizerem (I’m a Stripper, 2015).

## Życie prywatne
Jest zdeklarowanym gejem. 3 października 2008 podczas prywatnej ceremonii w San Diego poślubił gejowską gwiazdę porno, Steve’a Peñy’ego. Zamieszkali w Toronto. W listopadzie 2017 ogłosili rozstanie.
W 2016 przyznał, że od lat zażywał twarde narkotyki, a jego rodzina w tym czasie „przeszła piekło”.

## Nagrody
| Rok  | Nagroda                | Kategoria                                                                   | Film                       | Inni wykonawcy |
| ---- | ---------------------- | --------------------------------------------------------------------------- | -------------------------- | -------------- |
| 2009 | Cybersocket Web Award  | Najlepsze show XXX                                                          | –                          | –              |
| 2010 | JRL Gay Film Award     | Najlepsza gejowska strona internetowa dla dorosłych w roku BrentEverett.com | –                          | –              |
| 2010 | Grabby Award           | Wykonawca roku                                                              | –                          | –              |
| 2010 | Grabby Award           | Najlepszy aktor                                                             | Little Big League 4 (2010) | –              |
| 2010 | GayVN Award            | Internetowy wykonawca roku                                                  | –                          | –              |
| 2010 | GayVN Award            | Ulubieniec fanów                                                            | –                          | –              |
| 2010 | Cybersocket Web Award  | Najlepsza amatorska transmisja przez kamerę internetową                     | –                          | –              |
| 2011 | Grabby Award           | Wykonawca roku                                                              | –                          | Samuel Colt    |
| 2011 | Grabby Award           | Najlepszy aktor                                                             | –                          |                |
| 2011 | Cybersocket Web Award  | Film roku                                                                   | Fuck U (2010)              | –              |
| 2012 | PinkX Gay Video Award  | Najlepszy aktyw                                                             | –                          | –              |
| 2012 | PinkX Gay Video Award  | Najlepszy duet                                                              | Take a Load Off (2011)     | Brandon Wilde  |
| 2012 | Cybersocket Web Award  | Najlepszy aktor pornograficzny”                                             | –                          | –              |
| 2014 | Prowler Porn Award     | Najlepsza międzynarodowa gwiazda porno                                      | –                          | –              |
| 2015 | Raven’s Eden Award     | Żywa legenda gejowska                                                       | –                          | –              |
| 2016 | Grabby Award           | Ulubiona gwiazda porno fanów Squirt.org                                     | –                          | –              |
| 2020 | Special Stiletto Award | Evolution Wonderlounge Hall of Fame                                         | –                          | –              |
| 2021 | Grabby Award           | Ściana sławy (Wall of Fame)                                                 | –                          | –              |